# Morti nel 1378
| Questa pagina contiene informazioni ricavate automaticamente dalle voci biografiche con l'ausilio del template Bio e di un bot. L'aggiornamento è periodico e automatico e ricostruisce completamente la pagina. Se manca una persona in questa lista, sei pregato di non aggiungerla, ma accertati piuttosto che la sua voce biografica contenga il template Bio e che i dati anagrafici siano correttamente compilati. Se il template Bio manca, inseriscilo tu stesso o, in alternativa, metti l'avviso {{tmp\|Bio}} che ne segnala la mancanza. Se i dati riportati sono sbagliati, correggi direttamente la voce biografica; le modifiche saranno visibili in questa lista entro pochi giorni. Per chiarimenti vedi il progetto biografie. La lista contiene solo le 21 persone che sono citate nell'enciclopedia e per le quali è stato implementato correttamente il template Bio. Pagina aggiornata al 10 ago 2025. |

- 6 febbraio - Giovanna di Borbone, nobile (n. 1338)
- 12 febbraio - Alessio, arcivescovo ortodosso russo
- 27 marzo - Papa Gregorio XI, papa, vescovo cattolico e cardinale francese (n. 1330)
- 28 aprile - Gabriele IV di Alessandria, vescovo cristiano orientale egiziano
- 1º luglio - Giovanni d'Arkel, vescovo cattolico, scrittore e nobile olandese (n. 1314)
- 4 agosto - Galeazzo II Visconti (n. 1320)
- 4 ottobre - Fina Buzzaccarini, nobile italiana (n. 1328)
- 15 ottobre - Costanza Malatesta, italiano
- 23 ottobre - Marta di Armagnac, nobile (n. 1347)
- 24 novembre - Guglielmo Sanseverino, cardinale e arcivescovo cattolico italiano
- 29 novembre - Carlo IV di Lussemburgo, sovrano (n. 1316)
- 5 dicembre - Gilles Aycelin de Montaigut, cardinale e vescovo cattolico francese
- Bartolomeo Bulgarini, pittore italiano
- Jaume Cascalls, scultore spagnolo
- Giovanni Ciparissiota, teologo e letterato bizantino (n. 1310)
- Matteo I Moncada, nobile, politico e militare italiano
- Ottone III del Monferrato, marchese italiano (n. 1360)
- Francesco Tebaldeschi, cardinale italiano
- Temur Malik, condottiero mongolo
- Owain ap Thomas ap Rhodri, nobile gallese (n. 1330)
- Daniele del Carretto, nobile italiano